# National Economic Council
Le National Economic Council (Conseil économique national) ou NEC est un organe du Bureau exécutif du président des États-Unis.

## Histoire et mission
Le National Economic Council a été créé le 25 janvier 1993 par l'ordre exécutif 12835. Sa création résulte d'une promesse de campagne faite par Bill Clinton de mettre l'économie au centre de sa politique.
Cet organisme, part entière de l'exécutif présidentiel, remplit quatre missions :
- coordonner les politiques économiques intérieures avec les grands défis de l'économie mondiale ;
- coordonner les conseils économiques du président ;
- s'assurer que les programmes et décisions de politique économique soient en phase avec les buts poursuivis par le président ;
- suivre et mettre en œuvre le programme de politique économique du président.

Il est présidé par Kevin Hassett (en) depuis 2025.

## Organisation
Le NEC est composé de nombreux chefs de département et d'agence de l'administration présidentielle dont les décisions ont un impact sur l'économie du pays. Son directeur travaille avec les autres membres du conseil afin de suivre et de mettre en œuvre les objectifs politiques du gouvernement. Il dispose d'une équipe de spécialistes dans de nombreux domaines : agriculture, énergie, marchés financiers, santé, travail et sécurité sociale. En octobre 2015, le NEC a publié un rapport intitulé A Strategy for American Innovation.

## Présidence du NEC
| Responsable         | Début mandat     | Fin mandat       | Sous la Présidence |
| ------------------- | ---------------- | ---------------- | ------------------ |
| Robert Rubin        | 25 janvier 1993  | 11 janvier 1995  | Bill Clinton       |
| Laura Tyson         | 21 février 1995  | 12 décembre 1996 | Bill Clinton       |
| Gene Sperling       | 12 décembre 1996 | 20 janvier 2001  | Bill Clinton       |
| Lawrence B. Lindsey | 20 janvier 2001  | 12 décembre 2002 | George W. Bush     |
| Stephen Friedman    | 12 décembre 2002 | 10 janvier 2005  | George W. Bush     |
| Allan B. Hubbard    | 10 janvier 2005  | 28 novembre 2007 | George W. Bush     |
| Keith Hennessey     | 28 novembre 2007 | 20 janvier 2009  | George W. Bush     |
| Lawrence Summers    | 20 janvier 2009  | 31 décembre 2010 | Barack Obama       |
| Gene Sperling       | 20 janvier 2011  | 5 mars 2014      | Barack Obama       |
| Jeffrey Zients      | 5 mars 2014      | 20 janvier 2017  | Barack Obama       |
| Gary Cohn           | 20 janvier 2017  | 2 avril 2018     | Donald Trump       |
| Larry Kudlow        | 2 avril 2018     | 20 janvier 2021  | Donald Trump       |
| Brian Deese         | 20 janvier 2021  | 21 février 2023  | Joe Biden          |
| Lael Brainard       | 21 février 2023  | 20 janvier 2025  | Joe Biden          |
| Kevin Hassett (en)  | 20 janvier 2025  | en fonction      | Donald Trump       |